# Perunikovke
Perunikovke (lat. Iridaceae  nom. cons.), velika biljna porodica jednosupnica kojoj pripada 7 imenovanih potporodica (plus incertae sedis) s 2579 vrsta. Porodica je dobila ime po najvažnijem rodu perunika (iris), koji je poznat i kao mačinac, sabljan, sabljica i sabljić.

## Rasprostranjenost
Vrste ove porodice raširen su po gotovo cijelom svijetu, Južna i Sjeverna Amerika (osim Arktika), veliki dijelovi Euroazije, tropska Afrika, Novi Zeland i priobalna područja Australije.

## Ime
Ime roda Iris označava dugu zbog bogatstva boja njezinih cvjetova.

## Opis
Iridaceae su višegodišnje zeljaste biljke koje rastu iz rizoma, lukovica ili izdanaka koje se sastoje od oko 80 rodova i 1500 vrsta. Listovi su distihozni i imaju omotač, jednaku bazu i općenito enziformnu ili linearnu oštricu s paralelnim žilicama. Cvjetovi su dvospolni, obično upadljivi, aktinomorfni ili zigomorfni. Perijant se sastoji od 6 laticastih listića u dva diferencirana ili nediferencirana čvora. Obično je svih 6 tepala spojeno u cjevčicu perianta ili epiginnu zonu. Androecij se sastoji od 3 različita ili srodna prašnika postavljena nasuprot i često prirasla na vanjske tepale. Ginecej se sastoji od jednog složenog tučka od 3 karpela, jednog, obično 3-razgranatog vrha, i donjeg jajnika s 3 lokule, od kojih svaka sadrži nekoliko do brojne osovinske ovule. Plod je lokulicidna čahura.

## Tribusi i rodovi
1. Familia Iridaceae Juss. (2579 spp.)
  1. Subfamilia Isophysidoideae Takht. ex Thorne & Reveal
    1. Isophysis T. Moore (1 sp.)

  2. Subfamilia Patersonioideae Goldblatt
    1. Patersonia R. Br. (23 spp.)

  3. Subfamilia Geosiridoideae Goldblatt & J. C. Manning
    1. Geosiris Baill. (3 spp.)

  4. Subfamilia Aristeoideae Vines
    1. Aristea Sol. ex Aiton (61 spp.)

  5. Subfamilia Nivenioideae Schulze ex Goldblatt
    1. Nivenia Vent. (11 spp.), nivenija
    2. Witsenia Thunb. (1 sp.)
    3. Klattia Baker (3 spp.)

  6. Subfamilia Crocoideae Burnett
    1. Tribus Tritoniopsideae Goldblatt & J. C. Manning
      1. Tritoniopsis L. Bolus (23 spp.)

    2. Tribus Watsonieae Klatt
      1. Watsonia Mill. (53 spp.)
      2. Pillansia L. Bolus (1 sp.)
      3. Thereianthus G. J. Lewis (11 spp.)
      4. Micranthus (Pers.) Eckl. (7 spp.)
      5. Codonorhiza Goldblatt & J. C. Manning (7 spp.)
      6. Savannosiphon Goldblatt & Marais (1 sp.)
      7. Cyanixia Goldblatt & J. C. Manning (1 sp.)
      8. Schizorhiza Goldblatt & J. C. Manning (1 sp.)
      9. Lapeirousia Pourr. (27 spp.)
      10. Afrosolen Goldblatt & J. C. Manning (15 spp.)

    3. Tribus Ixieae Dumort.
      1. Subtribus Gladiolinae Goldblatt
        1. Gladiolus L. (285 spp.)

      2. Subtribus Melasphaerulinae Goldblatt & J. C. Manning
        1. Melasphaerula Ker Gawl. (1 sp.)

      3. Subtribus Freesiinae Goldblatt
        1. Zygotritonia Mildbr. (7 spp.)
        2. Xenoscapa (Goldblatt) Goldblatt & Manning (3 spp.)
        3. Freesia Eckl. ex Klatt (16 spp.)
        4. Crocosmia Planch. (8 spp.)
        5. Devia Goldblatt & J. C. Manning (1 sp.)

      4. Subtribus Hesperanthinae Goldblatt
        1. Geissorhiza Ker Gawl. (102 spp.)
        2. Hesperantha Ker Gawl. (92 spp.)

      5. Subtribus Tritoniinae Goldblatt
        1. Babiana Ker Gawl. (93 spp.)
        2. Chasmanthe N. E. Br. (3 spp.)
        3. Sparaxis Ker Gawl. (16 spp.)
        4. Duthieastrum M. P. de Vos (1 sp.)
        5. Dierama K. Koch (43 spp.)
        6. Tritonia Ker Gawl. (30 spp.)
        7. Ixia L. (100 spp.)

      6. Subtribus Radinosiphoninae Goldblatt & J. C. Manning ( sp.)
        1. Radinosiphon N. E. Br. (2 spp.)

      7. Subtribus Crocinae Benth. Hook.
        1. Crocus L. (243 spp.)
        2. Romulea Maratti (112 spp.)
        3. Afrocrocus J. C. Manning & Goldblatt (1 sp.)
        4. Syringodea Hook. fil. (7 spp.)

  7. Subfamilia incertae sedis
    1. Diplarrena Labill. (2 spp.), diplarena

  8. Subfamilia Iridoideae Eaton
    1. Tribus Irideae Kitt.
      1. Subtribus Iridineae
        1. Dietes Salisb. (6 spp.), dietes
        2. Iris L. (316 spp.), perunika.

      2. Subtribus Ferrariineae
        1. Ferraria Burm. ex Mill. (18 spp.), ferarija
        2. Bobartia L. (16 spp.)
        3. Moraea Mill. (231 spp.), moreja

    2. Tribus Sisyrinchieae Klatt
      1. Orthrosanthus Sweet (9 spp.), ortrozantus
      2. Libertia Spreng. (17 spp.), libercija
      3. Solenomelus Miers (2 spp.), solenomelus
      4. Olsynium Raf. (19 spp.)
      5. Tapeinia Comm. ex Juss. (1 sp.)
      6. Sisyrinchium L. (205 spp.), sisirinhijum, rogoz ljiljan

    3. Tribus Trimezieae Ravenna
      1. Pseudiris Chukr & A. Gil (1 sp.)
      2. Pseudotrimezia R. C. Foster (28 spp.)
      3. Neomarica Sprague (37 spp.), nejomarika
      4. Deluciris A. Gil & Lovo (2 spp.)
      5. Trimezia Salisb. ex Herb. (32 spp.)

    4. Tribus Tigridieae Kitt.
      1. Larentia Klatt (3 spp.)
      2. Cipura Aubl. (8 spp.)
      3. Lethia Ravenna (1 sp.)
      4. Salpingostylis Small (1 sp.)
      5. Nemastylis Nutt. (8 spp.)
      6. Herbertia Sweet (8 spp.), herbercija
      7. Calydorea Herb. (21 spp.)
      8. Cypella Herb. (37 spp.), cipela
      9. Sphenostigma Baker (6 spp.)
      10. Alophia Herb. (7 spp.)
      11. Phalocallis Herb. (6 spp.)
      12. Eleutherine Herb. (3 spp.)
      13. Hesperoxiphion Baker (5 spp.)
      14. Gelasine Herb. (8 spp.)
      15. Mastigostyla I. M. Johnst. (29 spp.)
      16. Ennealophus N. E. Br. (6 spp.)
      17. Cobana Ravenna (1 sp.)
      18. Sessilanthera Molseed & Cruden (3 spp.)
      19. Tigridia Juss. (58 spp.), tigrov cvijet